# 暴狼
暴狼（英語：Lobo，或譯作羅伯、灰狼羅伯）是一名DC漫畫旗下的虛構漫畫超級英雄兼超級反派。該角於《Omega Men》#1（1983年6月）首次登場，由羅傑·斯利弗爾與凱思·吉芬共同創作。暴狼是一位來自烏托邦星球匝尼亞（Czarnia）的外星人，同時也是名星際傭兵和賞金獵人。
暴狼於1980年代初次登場時被設定成一名頑強的惡棍，但這很快地就不被編劇所使用。直到1990年代初期，他以騎著重型機車的反英雄身份推出了自己的獨立漫畫，才擺脫了乏人問津的處境。編劇試圖把暴狼塑造成是戲仿於1990年代超級英雄故事的「殘酷和堅韌」，就像是機堡、金鋼狼、制裁者那樣的漫威漫畫角色，這種風格和潮流在當年代深受粉絲喜愛。受歡迎的暴狼使該角在DC漫畫角色中有著崇高的知名度和評價，並在此後時常擔任個作品的主角。

## 歷史
暴狼由羅傑·斯利弗爾與凱思·吉芬共同創作，最初於《Omega Men》中以常駐配角的身份登場。當時，他被設定成Velorpian族人，其種族都被想子消滅，並與瘋人院博士合作。後來，他的起源被捨棄。
1990年，暴狼出現在四部迷你系列中，且在由艾倫·葛蘭撰寫、西門·比士利繪製、吉芬策劃的《Lobo: The Last Czarnian》中，改變了他的起源故事：暴狼成為了匝尼亞星（Czarnia）最後的生存者；此後，便開始在各作品中登場。暴狼一角儘管殘暴，但他的故事時常帶有黑色幽默。從1993年到1999年間，暴狼還推出了自己的獨立漫畫作品，共64部發行號。
在1990年代期間，暴狼一直是DC漫畫最受歡迎的角色之一。該版本的暴狼被塑造成諷刺於漫威漫畫角色金鋼狼。在獨立的漫威系列《死侍》#41中，暴狼被惡搞為「骯髒狼（Dirty Wolff）」，是一名藍皮膚的大塊頭男子，且還騎著一輛惡魔摩托車。而Image漫畫的《血沃夫》中的「波伯（Bolo）」一角也是惡搞於暴狼。
凱思·吉芬在2006年的一次採訪中表示，自己很意外暴狼會大紅起來。他後來表示，自己在高中時創造一名角色Lunatik（隸屬於漫威漫畫），但後來發現他塑造的不好後，便將該角分成暴狼和伏擊蟲這兩個角色，暴狼擁有他的無情，而伏擊蟲有著他的愚蠢。
在2012年的訪談中，史丹·李透露，暴狼是自己最喜歡的DC漫畫角色。

## 其他媒體

### 電視劇
- 《超人：動畫系列》：電視動畫。由布拉德·加雷特配音。
- 《正義聯盟》：電視動畫。由布拉德·加雷特配音[5]。
- 《少年超人隊》：電視動畫。於「Legacy」一集中客串。
- 《少年正義聯盟》：電視動畫。由大衛·索博洛夫（英语：David Sobolov）配音。
- 《女超人》：真人電視劇。角色未登場，而是在「真理、正義和美國之道（英语：Truth, Justice and the American Way (Supergirl)）」一集中間接性的提及。
- 《正義聯盟超級行動（英语：Justice League Action）》：電視動畫。由約翰·迪·馬吉歐配音。

### 電影
- 《暴狼》：計劃階段電影。2009年9月，華納兄弟宣布，蓋·瑞奇將執導一部暴狼的真人改編電影。《綜藝》透露故事簡介為：「暴狼是一名七英尺高、藍皮膚、堅不可摧、肌肉發達的反英雄，他騎著一輛很炫的摩托車，並在地球上著陸，以尋找四名逃竄的逃犯。暴狼的團隊與一名小鎮少女將共同制伏這些怪物。」瑞奇計劃於2010年初開始製作《暴狼》，並為該片帶來一種「無禮、粗暴的調性」，就像他以前的電影《兩根槍管》（1998年）和《偷拐搶騙》（2000年）那樣；儘管據說片商打算將該片拍成PG-13級[6]。2010年初，據報導，瑞奇已退出了該項目，以便繼續製作賣座電影《福爾摩斯》（2009年）的續集，這也使《暴狼》呈現擱置狀態[7]。2012年，Deadline報導，布萊德·派頓將執導該片，並身兼編劇[8]。2012年7月，巨石強森透過Twitter宣布，他正在和製片人喬·西佛與派頓會談出演暴狼[9]；但於2013年2月，巨石強森改飾演DC漫畫的另一名角色黑亞當[10]。2016年3月，據報導，傑森·福克斯（英语：Jason Fuchs）將為該片撰寫劇本[11]。2018年2月，有消息透露，麥可·貝正在與DC影業的高層進行商討，以擔任導演，而福克斯會將再次改寫劇本[12]。

- 《The Lobo Paramilitary Christmas Special》：2002年真人短片。由史考特·萊貝雷希特（Scott Leberecht）執導，以作為美國電影學會（AFI）導演研究項目的一部分。由安德魯·布伊恩尼亞斯基（英语：Andrew Bryniarski）飾演暴狼，湯姆·吉比斯（英语：Tom Gibis）飾演復活節兔，麥可·V·艾倫（Michael V. Allen）飾演聖誕老人。該片以2400美元的預算製作，並於2002年5月在AFI首映[13]。

- DC宇宙：由傑森·摩莫亞飾演暴狼
  - 《超少女：明日之女》

### 動畫電影
- 《正義聯盟：兩面夾擊》：以第三地球（英语：Earth-Three）的身份登場，在片中沒有台詞[14]。

### 電子遊戲
- 《暴狼》：已取消的遊戲。1996年，海洋軟體（英语：Ocean Software）開發了一款SFC和Mega Drive/Genesis平台的暴狼遊戲。這是一款格鬥遊戲，且有著很多暴狼漫畫中的角色。電子遊戲雜誌《任天堂力量》第84卷（1996年5月）刊登了達六頁的遊戲預覽。正如預覽所見，該遊戲有著程式錯誤且缺乏聲音。《GamePro》和《電子遊戲月刊》都曾發表過Genesis版的評論；評論家們都認為該遊戲的畫面不佳、角色和動作都很特別，且單人模式只能玩暴狼一角[15][16]。遊戲在發行前宣布取消，而已經完成的Genesis版ROM檔案則於2009年9月15日由西班牙SEGA公司對外發布。
- 《超級英雄：武力對決》：為遊戲的第一個DLC角色。由大衛·索博洛夫（英语：David Sobolov）配音。
- 《樂高蝙蝠俠3：飛越高譚市》：可玩角色。由崔維斯·威靈漢配音[17]。

### 書籍
暴狼也登場於小說《DC Universe: Last Sons》，由艾倫·葛蘭所著，於2006年出版。該小說以暴狼、火星獵人和超人為主角，三位主角都是各自所屬種族的「最後之子」；故事主要描述一名企圖摧毀一切生命的外星收藏家打算殺死三人並將其收藏，直到三人逃脫並反過來擊敗他。

## 外部連結
- 大漫画资料库上的页面：Lobo
- 漫画书数据库：Lobo
- 互联网电影数据库上Lobo的资料